# Scorpa
 (juin 2020).
 (février 2008).
Si vous disposez d'ouvrages ou d'articles de référence ou si vous connaissez des sites web de qualité traitant du thème abordé ici, merci de compléter l'article en donnant les références utiles à sa vérifiabilité et en les liant à la section « Notes et références ».
 (février 2008).
Scorpa S.A. est une marque de motocyclette de trial française, basée près d'Alès.

## Historique

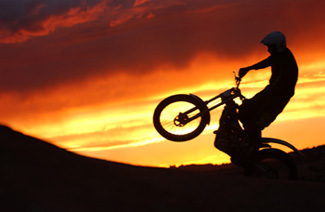

Créée en 1993 par Marc Teissier et Joël Domergue, la société Scorpa conçoit, développe et commercialise des motos de trial. 
Réalisé en 8 semaines, le prototype dit “Type 293” à moteur Rotax, participe au Championnat du Monde et Championnat de France de trial aux mains de Bruno Camozzi. 

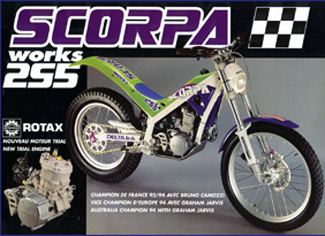
Scorpa Works

À partir de novembre 1993, après sa présentation officielle, la première Scorpa fabriquée en série la Works 294 sera fabriquée et vendue à 100 exemplaires. Lui succédant en octobre 1994, la Works 295, déclinaison améliorée, sera vendue à 250 exemplaires.

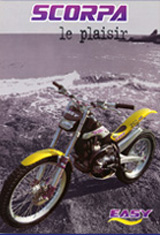
Brochure pour l'Easy

En 1995, après sa présentation au Mondial du Deux Roues de Paris, un nouveau modèle baptisé Easy est commercialisé à plus de 300 unités.
En 1996, le nouveau millésime Easy innovera techniquement par l’adoption d’un système de frein arrière novateur ainsi que d’un dispositif de résonance à l’admission et à l’échappement. Produit en deux cylindrées, 250 et 280 cm³, le modèle Easy continuera sa carrière, sous les dénominations Top, Fun et Race.
En 1998, en plus d’une victoire aux Six Jours d’Écosse avec le pilote anglais Graham Jarvis, Scorpa se classe 4e au Championnat du Monde de Trial.

Dès 1999, Scorpa est contactée par Yamaha Motor Corporation. afin de développer un partenariat, se traduisant par la fourniture de moteurs 250 cm³ deux temps puis 125 cm³ quatre temps aussi récemment 250 cm³ quatre temps.
L’une des composantes majeures du cahier des charges sera la maîtrise des coûts afin d’atteindre un prix public inférieur à 4 000 € sur tout le marché européen. Elle peut évoluer vers la compétition grâce à l’ajout de pièces Racing spécialement étudiées.
Une version dite TY-S 175F disposant d’une cylindrée moteur supérieure a vu le jour en 2005 pour étoffer la gamme et satisfaire les marchés anglophones (États-Unis, Royaume-Uni, Canada, Australie...).
Conçue pour succéder à la SY-250, la Scorpa SY-250F utilise un moteur Yamaha quatre temps. À la base crée pour l’enduro, ce moteur a été modifié pour s’adapter au monde du trial.

Avec un poids de 2,7 kg, le cadre en acier 15CDV6 au chrome molybdène assure légèreté et résistance.
C’est le champion du monde Marc Colomer qui a participé au développement de cette moto.

La SY-250F Long Ride est à la fois une moto de trial et une moto de randonnée. Avec son réservoir de 4,5 litres, sa selle et son moteur Yamaha 250 cm³ quatre temps, elle peut évoluer dans tous les types de chemins avec autonomie, confort.

L’ensemble Long Ride, réservoir et selle, est également disponible séparément pour s’adapter à la version Racing.
Une des productions les plus impressionnantes de Scorpa est le 4Tricks. C'est un VTT sur lequel on aurait greffé un moteur. Le cadre se compose d'une poutre unique faisant office de réservoir. Le moteur monocylindre quatre temps de 70 cm³ est suspendu sous cette poutre.
Dernièrement Scorpa propose aussi un concept entre le trial et l'enduro. La T-Ride 250F est censée offrir les capacités de franchissement d'un moto de trial avec le relatif confort d'une moto d'enduro.

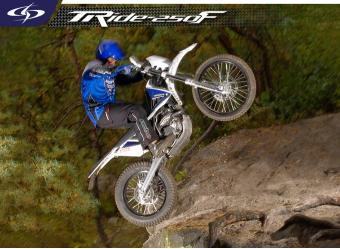
La T-Ride 250F

Depuis 2005, les motos Scorpa sont aussi distribuées dans le réseau commercial Yamaha Motor France. La démarche est identique sur le réseau de distributeur de Yamaha belge depuis 2006.
Par ailleurs, le partenariat avec Yamaha permet de pénétrer le marché moto japonais, et d’y décrocher des marchés comme l’École de la Police de Tokyo qui a été équipée avec le modèle TY-S 125F.
Plus récemment l’École Nationale de Police de Sens vient de s’équiper de modèle TY-S 175F pour la formation de tous les futurs motards de la police.
La diffusion commerciale est axée sur un réseau de concessionnaires français ainsi que près de 23 importateurs officiels pour les marchés à l’export, représentant environ 60 % du chiffre d'affaires.

La marque Scorpa représente aujourd’hui 18 % de part d’un marché mondial annuel estimé à 11 000 motos. La marque a déjà commercialisé plus de 10 000 machines de par le monde.
Le Tribunal de Commerce de Nîmes a prononcé la liquidation du constructeur en juillet 2009.
Scorpa est repris en automne 2009 par la société Sherco. Les modèles 2 temps sont pourvus de motorisation Sherco et les modèles 4 temps de motorisations Yamaha.

## L'usine

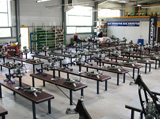
Les bancs de montage

L’unité de production est implantée en France, sur la commune de Saint-Martin-de-Valgalgues, près du pôle mécanique d’Alès. les installations ont permis d’atteindre une dimension d’un stade semi industriel à industriel et pouvoir répondre aux besoins du marché qui sont croissants.
Avec cette nouvelle structure Scorpa a triplé ses capacités de production, a étoffé son département « Recherche et Développement » et s’est dotée d’un terrain d’entraînement et d’essai.
Les locaux de 1 400 m³ sont équipés de :
- 30 bancs de montage ;
- 4 postes de pré-montage ;
- 1 département recherche et développement ;
- 1 service logistique ;
- 1 service-après-vente.

Les capacités de production actuelles permettent la fabrication et l’expédition de plus de 330 unités par mois.
Afin de répondre aux besoins liés au lancement du modèle SY 250F, l’entreprise bénéficie depuis janvier 2006, d’une extension supplémentaire de près de 1 000 m²

## Compétition

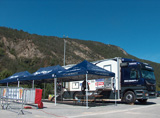
Le camion atelier de l'équipe officielle

Scorpa a été champion du monde Junior de moto trial en 2002 avec le japonais Fumitaka Nozaki.
En 2007, le Team Scorpa renouvelle totalement son équipe en intégrant notamment :
- Marc Freixa : pilote espagnol, 6e au championnat du monde ;
- Iris Kramer : pilote allemande, 4 fois vice-championne du monde féminine et 4 fois vice-championne d’Europe féminine, championne du monde féminine 2007.